# Passo San Rocco
Il passo San Rocco è un valico alpino in provincia di Brescia, situato ad un'altitudine di 1.020 m s.l.m. nelle Prealpi Bresciane e Gardesane nel comune di Capovalle. Rappresenta il naturale confine tra la valle del lago d'Idro e la valle di Valvestino che conduce al lago di Garda. È molto frequentato dai motociclisti per la via che sale da Gargnano che è molto stretta ma panoramica.

## Come raggiungerlo
Il passo San Rocco può essere raggiunto in automobile, in moto e in bici dalle seguenti località:
- da Brescia tramite la strada provinciale SP 58, comoda e panoramica.
- da Gargnano tramite la SP 9 passando attraverso il lago artificiale di Valvestino.
- da Idro percorrendo la strada provinciale SP 58 o la strada provinciale SP 56.
- da Collio tramite una strada secondaria che si ricollega alla SP 56.